# ایندیانا جونز
ایندیانا جونز (انگلیسی: Indiana Jones) یک فرنچایز چندرسانه‌ای آمریکایی است که بر اساس ماجراهای باستان‌شناسی تخیلی به‌نام دکتر هنری والتون «ایندیانا» جونز جونیور ساخته شده‌است. اولین فیلم این فرنچایز با عنوان مهاجمان صندوق گمشده در سال ۱۹۸۱ منتشر شد. چندین فیلم دیگر هم در سال‌های بعد منتشر شده‌اند: ایندیانا جونز و معبد مرگ (۱۹۸۴)، ایندیانا جونز و آخرین جنگ صلیبی (۱۹۸۹)، ایندیانا جونز و قلمروی جمجمه بلورین (۲۰۰۸) و ایندیانا جونز و گردانه سرنوشت (۲۰۲۳). این مجموعه توسط جرج لوکاس پدید آمده‌است و هریسون فورد نقش ایندیانا جونز را ایفا کرده‌است.
در سال ۱۹۹۲، این فرنچایز با پخش یک مجموعه تلویزیونی گسترش یافت که این شخصیت را در دوران کودکی و جوانی به تصویر می‌کشید و شامل ماجراجویی با پدرش می‌شد. مارول کامیکس انتشار ماجراهای بیشتر ایندیانا جونز را در سال ۱۹۸۳ آغاز کرد و دارک هورس کامیکس در سال ۱۹۹۱ امتیاز کتاب کمیک این شخصیت را به دست آورد. همچنین چندین رمان کوتاه و اسباب بازی در رابطه با این شخصیت منتشر شده‌است. از سال ۱۹۸۲ چندین بازی ویدیویی بر اساس داستان ایندیانا جونز عرضه شده‌است.

## فیلم‌ها
| فیلم                                | اکران آمریکا | کارگردان        | فیلم‌نامه‌نویس                               | داستان                                     | تهیه‌کننده                                                   |
| ----------------------------------- | ------------ | --------------- | ------------------------------------------ | ------------------------------------------ | ----------------------------------------------------------- |
| مهاجمان صندوق گمشده                 | ۱۲ ژوئن ۱۹۸۱ | استیون اسپیلبرگ | لارنس کاسدان                               | جرج لوکاس و فیلیپ کافمن                    | فرانک مارشال                                                |
| ایندیانا جونز و معبد مرگ            | ۲۳ مه ۱۹۸۴   | استیون اسپیلبرگ | ویلارد هایک و گلوریا کتز                   | جرج لوکاس                                  | رابرت واتس                                                  |
| ایندیانا جونز و آخرین جنگ صلیبی     | ۲۴ مه ۱۹۸۹   | استیون اسپیلبرگ | جفری بوم                                   | جرج لوکاس و منو میس                        | رابرت واتس                                                  |
| ایندیانا جونز و قلمروی جمجمه بلورین | ۲۲ مه ۲۰۰۸   | استیون اسپیلبرگ | دیوید کپ                                   | جرج لوکاس و جف نیثنسن                      | فرانک مارشال                                                |
| ایندیانا جونز و گردانه سرنوشت       | ۳۰ ژوئن ۲۰۲۳ | جیمز منگولد     | جیمز منگولد، جز باترورث و جان هنری باترورث | جیمز منگولد، جز باترورث و جان هنری باترورث | فرانک مارشال، کاتلین کندی، سیمون امانوئل، و استیون اسپیلبرگ |